# Althea Bridges
Althea Bridges (* 11. Januar 1936 in Sydney, Australien) ist eine australische Opernsängerin (Sopran) und Gesangspädagogin.

## Leben
Bridges studierte am Konservatorium Sydney. Ihr Lehrer Stefan Hermann Haag war auch der Intendant und Regisseur am Opernhaus Sydney, wo sie ihr erstes Engagement hatte.
Mehrere Jahre war sie am Linzer Landestheater tätig, wo sie unter den Intendanten Alfred Stögmüller und Roman Zeilinger in vielen großen Opernpartien auftrat. Bevor sie 1971 am Landestheater Linz anfing, war Althea Bridges von 1966 bis 1970 an der Grazer Oper engagiert. Sie sang in der Uraufführung von Prometheus am Staatstheater Stuttgart unter Leitung des Komponisten Carl Orff.
Auch auf vielen anderen Bühnen ist sie schon aufgetreten, wie an der Wiener Staatsoper, der Hamburgischen Staatsoper, der Oper Frankfurt und dem Opernfestival Glyndebourne.
Mit Ende der Spielzeit 2001/02 trat sie in den Ruhestand. Am 3. Juli 2002 trat sie offiziell zum letzten Mal als „Specki“ in der Christoph Coburger/Franzobel-Oper Weils Kind schlafen will auf. 2007 reüssierte sie in Eugen Onegin.
Althea Bridges war von 1971 bis 2002 als dramatischer Sopran auf der Linzer Bühne zu sehen. Nebenbei war sie auch als Gesangslehrerin tätig und unterrichtete u. a. Maxi Blaha. Auch nach ihrer Pensionierung gastierte immer sie wieder am Linzer Landestheater und gab auch mit einer Band Konzerte.
Sie lebt in Österreich.

## Auszeichnungen
- 1965: Erster Preis für Gesang beim Internationalen Musikwettbewerb der ARD
- 2004: Mostdipf-Preis